# Betűtípusok listája
Ez a szócikk a fontosabb betűtípusokat sorolja fel.

## Betűtípus-családok
- Computer Modern

## Talpas(serif)
- Adobe serif
- Aster
- Baskerville
- Bembo
- Benguiat
- Bodoni
- Bookman
- Caslon
- Courier
  - Courier New
- Garamond
- Georgia
- Goudy
- Janson Text
- Linux Libertine (szabad)
- Lucida
- Legacy serif
- Miller
- Palatino
- Plantin
- Rockwell
- Rotis Serif
- Souvenir
- Stone Serif
- Times Roman
  - Times New Roman
- Versailles

## Talpatlan(sans-serif)
- Adobe Sans
- Arial
  - Arial Unicode MS
- Frutiger
  - Frutiger NEXT
- Futura
- Gill Sans
- Helvetica
- Legacy Sans
- Linux Biolinum (szabad)
- Lucida Sans Unicode
- Optima
- Rotis Sans
- Stone Sans
- Tahoma
- Univers
- Vercetti Regular
- Verdana

## Unicode
- Junicode (szabad; tartalmaz sok régi írást, különösen a középkorral foglalkozóknak,  a 0.6.12. verzió 2235 betűképet tartalmaz)

## Egyéb
- Comic Sans
- Fixedsys
- Fraktúr
- Stone Informal
- Wingdings
  - Webdings